# Sapucaia do Sul
Sapucaia do Sul és un municipi de l'estat brasiler de Rio Grande do Sul, pertanyent a la mesoregió metropolitana de Porto Alegre i a la Microregió de Porto Alegre.